# World Games 2022/Teilnehmer (Malaysia)
| Gelbes Symbol für Goldmedaillen mit stilisierten Olympischen Ringen | Graues Symbol für Silbermedaillen mit stilisierten Olympischen Ringen | Braundes Symbol für Bronzemedaillen mit stilisierten Olympischen Ringen |
| ------------------------------------------------------------------- | --------------------------------------------------------------------- | ----------------------------------------------------------------------- |
| —                                                                   | —                                                                     | 2                                                                       |

Malaysia nahm an den World Games 2022 mit fünf Athleten (drei Frauen und zwei Männer) teil.

## Medaillen

### Medaillenspiegel
| Rang   | Sportart  | Gold | Silber | Bronze | Gesamt |
| ------ | --------- | ---- | ------ | ------ | ------ |
| 1      | Bowling   | –    | –      | 1      | 1      |
| 1      | Wasserski | –    | –      | 1      | 1      |
| Gesamt | Gesamt    | 0    | 0      | 2      | 2      |

### Medaillengewinner
| Name/n                             | Sportart  | Wettkampf     |
| ---------------------------------- | --------- | ------------- |
| Bronze                             |           |               |
| Natasha Mohamed Roslan Li Jane Sin | Bowling   | Frauen Doppel |
| Aaliyah Yoong Hanifah              | Wasserski | Frauen Tricks |

## Teilnehmer nach Sportarten

### Bowling
| Frauen                             |        |                  |     |                      |               |                      |               |                  |               |                   |               |               |               |               |
| Natasha Mohamed Roslan             | Einzel | Taishaye Naranjo | 1:2 | ausgeschieden        | ausgeschieden | ausgeschieden        | ausgeschieden | ausgeschieden    | ausgeschieden | ausgeschieden     | ausgeschieden | ausgeschieden |               |               |
| Li Jane Sin                        | Einzel | Kim Hyun-mi      | 2:1 | Clara Guerrero       | 0:2           | ausgeschieden        | ausgeschieden | ausgeschieden    | ausgeschieden | ausgeschieden     | ausgeschieden | ausgeschieden | ausgeschieden | ausgeschieden |
| Natasha Mohamed Roslan Li Jane Sin | Doppel | —                | —   | Naranjo / Pérez      | 2:0           | Greiner / Blankenzee | 2:0           | Guldbæk / Jensen | 0:2           | Franco / Guerrero | 2:0           | Bronze        |               |               |
| Männer                             |        |                  |     |                      |               |                      |               |                  |               |                   |               |               |               |               |
| Rafiq Ismail                       | Einzel | Callum Borck     | 2:0 | Kim Dong-hyeon       | 2:0           | Graham Fach          | 1:2           | ausgeschieden    | ausgeschieden | ausgeschieden     | ausgeschieden | ausgeschieden |               |               |
| Timmy Tan                          | Einzel | Jivi Sewchuran   | 2:1 | Andrés Gómez         | 2:0           | Darren Alexander     | 1:2           | ausgeschieden    | ausgeschieden | ausgeschieden     | ausgeschieden | ausgeschieden |               |               |
| Rafiq Ismail Timmy Tan             | Doppel | —                | —   | Mitchell / Kiplinger | 1:2           | ausgeschieden        | ausgeschieden | ausgeschieden    | ausgeschieden | ausgeschieden     | ausgeschieden | ausgeschieden |               |               |

### Wasserski
| Athleten              | Wettbewerb  | Qualifikation | Qualifikation | Finale   | Finale | Rang   | Rang   | Rang   | Rang   | Rang   |
| Athleten              | Wettbewerb  | Ergebnis      | Rang          | Ergebnis | Rang   | Rang   | Rang   | Rang   | Rang   | Rang   |
| --------------------- | ----------- | ------------- | ------------- | -------- | ------ | ------ | ------ | ------ | ------ | ------ |
| Frauen                |             |               |               |          |        |        |        |        |        |        |
| Aaliyah Yoong Hanifah | Sprung      | 41,9 m        | 4             | 41,6 m   | 5      | 5      | 5      | 5      | 5      | 5      |
| Aaliyah Yoong Hanifah | Trickfahren | 6700          | 4             | 7960     | 3      | Bronze | Bronze | Bronze | Bronze | Bronze |